# Siemens PT88
Der Drucker PT88 von Siemens gehört zur PT80-Druckerfamilie und war seinerzeit ein leistungsfähiger Matrixdrucker, der sowohl als Nadel- wie auch als Tintendrucker für Endlospapier zur Verfügung stand.
Der Drucker war mikroprozessorgesteuert; dies ermöglichte die individuelle Programmierbarkeit über verschiedene Schnittstellen (RS232, TTY-Schnittstelle oder Centronics) oder steckbare Programm-Module. Der PT88 arbeitete bereits wartungsfrei, vorbeugende Maßnahmen wie Ölen, Fetten oder Ähnliches waren nicht mehr erforderlich. 1986 kostete der Drucker rund 2400 DM.
Es gab ihn auch in der Ausführung für breites Papier im DIN-A3 Format, diese Version des Druckers hatte die Bezeichnung PT89.
Die letzten Geräte wurden noch durch Mannesmann Tally (weiterhin mit Siemens-Label) gebaut. Am 1. Oktober 1992 wurde die Produktion von Neugeräten endgültig eingestellt.